# شذی
شذی محمود احمد غریب معروف به شذی، بازیگر مصری در ۳۱ ژوئیه ۱۹۸۴ در عربستان سعودی زاده شد اما با آغاز جنگ خلیج فارس به زادگاه مادرش یعنی مصر مهاجرت کردند.او پس از دریافت دیپلمش از مدرسهٔ «جمال عبدالناصر» وارد «اکایمیة العبور الخاصة» برای ادامهٔ تحصیل در رشتهٔ علوم مدیریت شد.

## آلبوم‌ها
- لیالی (۲۰۰۸)
- لیالی الشوق (۲۰۰۴)

## فیلم‌ها
- بدر وبدریة (۲۰۱۰)
- قاطع شحن (۲۰۱۰)
- شقاوة مغتربات (۲۰۱۰)
- الجراج (۱۹۹۵)
- زواج علی ورق سولیفان (۱۹۹۰)